# Atto di uniformità del 1559
L'Atto di Uniformità è una legge emanata dalla regina Elisabetta I d'Inghilterra nel 1559, che rese obbligatorio l'uso del Book of Common Prayer per i servizi religiosi.
Il Book era il risultato di un'avveduta sintesi fra la tradizione cattolica e le innovazioni protestanti, pensata per garantire sia l'uniformità tra la confessione religiosa ufficiale - quella anglicana - e le altre fedi praticate in Inghilterra, sia un'ampia tolleranza religiosa. Questa sintesi, però, ingenerò una certa intolleranza verso le frange più estremiste del Cattolicesimo e del Puritanesimo.
Il controllo papale sulla Chiesa d'Inghilterra, ripristinato dalla regina Maria, fu definitivamente abolito da Elisabetta. La regina assunse il titolo di Supremo Governatore della Chiesa d'Inghilterra, piuttosto che di Capo Supremo, prevalentemente perché diversi vescovi e molti membri della comunità ritenevano che una donna non potesse propriamente diventare il capo della Chiesa. 